# Cnaeus Cornelius Cossus
Pour les articles homonymes, voir Cornelius Cossus.
Cnaeus Cornelius Cossus est un homme politique de la République romaine, consul en 409 av. J.-C.

## Famille
Il est membre des Cornelii Cossi, branche de la gens patricienne Cornelia. Il est le fils d'Aulus Cornelius Cossus, consul en 428 av. J.-C. et le petit-fils d'un Marcus Cornelius. Son nom complet est Cnaeus Cornelius A.f. M.n. Cossus. Il est le frère de Publius Cornelius Cossus, tribun consulaire en 408 av. J.-C.

## Biographie

### Tribunat consulaire (414)
Il est tribun consulaire en 414 av. J.-C. avec Lucius Valerius Potitus, Quintus Fabius Vibulanus et Publius Postumius Albinus Regillensis.
L'année précédente, les Èques de Bola attaquent Labicum, alliée de Rome. Mais restée isolée, la ville de Bola est prise. C'est alors que tous les Èques déclarent la guerre à la République romaine, reprennent Bola et s'y fortifient. C'est Publius Postumius qui est chargé de la guerre. Après une campagne rapide, il écrase les Èques et s'empare de Bola. Toutefois, une fois la ville conquise et contrairement à sa promesse, Publius Postumius refuse de procéder au partage du butin entre les soldats. À Rome, le tribun de la plèbe Marcus Sextius attaque les tribuns consulaires et propose une loi agraire prévoyant la colonisation de Bola, relançant une proposition du tribun Lucius Decius qui avait été bloquée l'année passée. Publius Postumius, soutenu par les patriciens, s'y oppose et menace de décimer son armée. Publius Postumius et son questeur Publius Sestius sont mis à mort par leurs troupes mutinées.

### Consulat (409)
Il est élu consul en 409 av. J.-C. avec Lucius Furius Medullinus pour collègue. Les consuls mènent une guerre contre les Èques et les Volsques. Les Romains perdent l'Arx Carventana mais s'emparent de Verrugo,. Durant cette même année, les tribuns de la plèbe de la gens Icilia forcent l'élection de plébéiens à la questure et imposent le retour à l'élection de tribun militaire à pouvoir consulaire pour l'année suivante.